# Nokia 6030
Il Nokia 6030 è un telefono cellulare prodotto dall'azienda finlandese Nokia e messo in commercio nel 2005.

## Caratteristiche
- Dimensioni: 104 x 44 x 18 mm
- Massa: 90 g
- Risoluzione display: 128 x 128 pixel a 65 536 colori
- Durata batteria in conversazione: 3 ore
- Durata batteria in standby: 290 ore (12 giorni)